# 9465 Fergusonsam
A 9465 Fergusonsam (ideiglenes jelöléssel (9465) 1998 HJ121) a Naprendszer kisbolygóövében található aszteroida. A LINEAR projekt keretében fedezték fel 1998. április 23-án.